# Brigada Liut
La «Brigada Liut» (ucraniano: ЛЮТЬ, literalmente 'Furia', también escrita Lyut): es una brigada de asalto de la Policía Nacional de Ucrania formada el dia 13 de enero de 2023, de la fusión de tres unidades de propósitos especiales de la Guerra del Dombás.

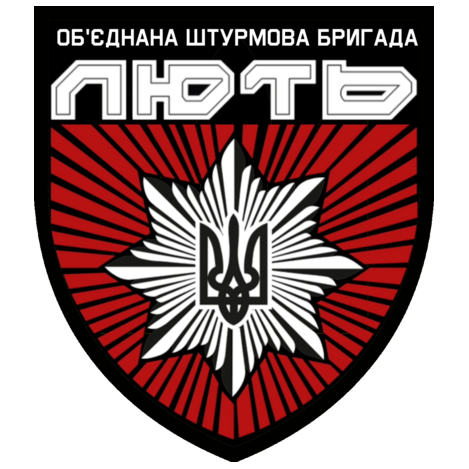
Brigada Lyut

## Historia
Durante la Guerra del Dombás, Ucrania convirtió a la policía local, las milicias, los paramilitares y los voluntarios de los óblasts de Donetsk y Luhansk que permanecían leales a Ucrania en formaciones militares improvisadas llamadas unidades de propósito especial, que se especializaban en operaciones de asalto. Técnicamente, estas unidades formaban parte de la Guardia Nacional de Ucrania, pero en gran medida operaban de forma independiente. Durante la invasión rusa de Ucrania, muchas de estas unidades se fusionaron en unidades más nuevas y profesionales, como parte de la Guardia Ofensiva. Tres unidades de propósito especial, el Regimiento Safari, el Regimiento Tsunami y el Batallón Luhansk-1, que estaban formados por policías, se fusionaron para formar la base de la Brigada Liut, que quedaría subordinada a la Policía Nacional de Ucrania, y más tarde se uniría a ella los batallones Myrotvorets, Skif, Zakhid y Enei.
Las unidades estaban abiertas a nuevos reclutamientos, viendo un aumento de alistamiento civil durante y después de la Batalla de Kiev, y se observa que la Brigada tiene una mayor concentración de mujeres soldados en comparación con otras formaciones militares ucranianas. Antes de ser enviados al frente, su entrenamiento fue supervisado directamente por Dmytro Nazarenko, jefe de la Administración Estatal del Óblast de Kiev.
La brigada participó en la Contraofensiva Ucraniana de 2023 y participó en combates de primera línea en el oblast de Donetsk. En particular, participó en la liberación de Klishchiivka el 16 de septiembre de 2023 y recibió elogios del presidente Volodímir Zelenski por su papel en la liberación de la aldea.

## Estructura
- Jefatura de Brigada y Comando de brigada
- Regimiento Safari
- Regimiento Tsunami
- Batallón Luhansk-1
- Batallón Myrotvorets
- Batallón Skif
- Batallón  Zakhid
- Batallón  Enei
- Batallón Tavr